# Episodi de Gli intoccabili (prima stagione)
La prima stagione della serie televisiva Gli intoccabili è stata trasmessa in anteprima negli Stati Uniti d'America dalla ABC tra il 15 ottobre 1959 e il 28 aprile 1960.
Il 22 gennaio 1959 è stato trasmesso l'episodio pilota.
| nº | Titolo originale              | Titolo italiano | Prima TV USA     | Prima TV Italia |
| -- | ----------------------------- | --------------- | ---------------- | --------------- |
| 0  | Pilot                         |                 | 22 gennaio 1959  |                 |
| 1  | The Empty Chair               |                 | 15 ottobre 1959  |                 |
| 2  | Ma Barker and Her Boys        |                 | 22 ottobre 1959  |                 |
| 3  | The Jake Lingle Killing       |                 | 29 ottobre 1959  |                 |
| 4  | The George 'Bugs' Moran Story |                 | 5 novembre 1959  |                 |
| 5  | Ain't We Got Fun              |                 | 12 novembre 1959 |                 |
| 6  | Vincent 'Mad Dog' Coll        |                 | 19 novembre 1959 |                 |
| 7  | Mexican Stake-Out             |                 | 26 novembre 1959 |                 |
| 8  | The Artichoke King            |                 | 3 dicembre 1959  |                 |
| 9  | The Tri-State Gang            |                 | 10 dicembre 1959 |                 |
| 10 | The Dutch Schultz Story       |                 | 17 dicembre 1959 |                 |
| 11 | You Can't Pick the Number     |                 | 24 dicembre 1959 |                 |
| 12 | The Underground Railway       |                 | 31 dicembre 1959 |                 |
| 13 | Syndicate Sanctuary           |                 | 7 gennaio 1960   |                 |
| 14 | The Noise of Death            |                 | 14 gennaio 1960  |                 |
| 15 | Star Witness                  |                 | 21 gennaio 1960  |                 |
| 16 | The St. Louis Story           |                 | 28 gennaio 1960  |                 |
| 17 | One-Armed Bandits             |                 | 4 febbraio 1960  |                 |
| 18 | Little Egypt                  |                 | 11 febbraio 1960 |                 |
| 19 | The Big Squeeze               |                 | 18 febbraio 1960 |                 |
| 20 | The Unhired Assassin (Part 1) |                 | 25 febbraio 1960 |                 |
| 21 | The Unhired Assassin (Part 2) |                 | 3 marzo 1960     |                 |
| 22 | The White Slavers             |                 | 10 marzo 1960    |                 |
| 23 | Three Thousand Suspects       |                 | 24 marzo 1960    |                 |
| 24 | The Doreen Maney Story        |                 | 31 marzo 1960    |                 |
| 25 | Portrait of a Thief           |                 | 7 aprile 1960    |                 |
| 26 | The Underworld Bank           |                 | 14 aprile 1960   |                 |
| 27 | Head of Fire: Feet of Clay    |                 | 21 aprile 1960   |                 |
| 28 | The Frank Nitti Story         |                 | 28 aprile 1960   |                 |